# Zhao Yun

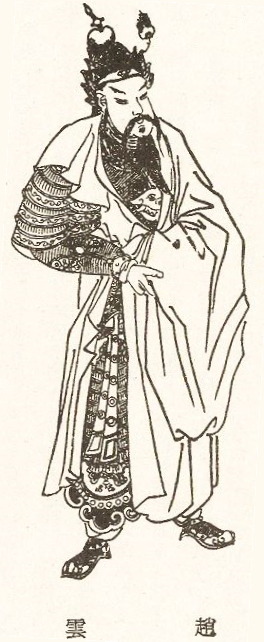
Illustration in einer Qing-Ausgabe der Geschichte der Drei Reiche.

Zhao Yun (chinesisch 趙雲 / 赵云, Pinyin Zhào Yún; * um 168; † 229 in Hanzhong), auch genannt Zilong (子龍 / 子龙,  Zilóng), war ein wichtiger Kommandeur in der Armee der Shu Han während der Zeit der drei Reiche. Die meiste Zeit seines Lebens dient er dem Kriegsherren Liu Bei der Shu Han und zählt neben den anderen Generälen Guan Yu, Zhang Fei, Huang Zhong und Ma Chao zu den fünf Tigergenerälen der Shu.
Zhao Yun war ein Meister des Drachenspeers und perfektionierte den Legenden nach seine Technik während der Verfolgungsjagd bei Changban. Er gilt im heutigen China als Sinnbild für Tapferkeit, Disziplin, Stärke und Jugend.

## Leben
Zhao Yun trat als Anführer einer kleinen Gruppe von Freiwilligen 192 Gongsun Zan bei. Er diente unter Liu Bei, zu der Zeit noch ein Offizier unter Gongsun Zan, und seiner Kavallerie. Nach dem Aufstand der Gelben Turbane und der Niederlage Dong Zhuos löste sich Liu Bei, um das zerrüttete Kaiserreich wieder zu vereinen.
Zhao Yun schloss sich Liu Bei an und diente diesem weiterhin als Offizier. Zhao Yun entwickelte eine enge Bindung zu Liu Bei und warb für Shu Han weitere Männer an. Im Jahre 208 rettete Zhao Yun während der Schlacht bei Changban den jungen Sohn Liu Beis, Liu Shan, sowie die Gattin Liu Beis. Viele Gerüchte und Legenden ranken sich um die Rettung des jungen Liu Shan.
Nach der Schlacht von Chibi half Zhao Yun Liu Bei bei der Eroberung der Gebiete bei Jiangnan und gehörte zu Liu Beis führenden Kräften, belohnt mit dem Titel des Großgenerals. Später kämpfte er zusammen mit Zhuge Liang und Zhang Fei bei Jiangzhou und Chengdu. Im Jahre 223 erhielt er den Titel General, der den Süden erobert.
227 nahm er am ersten Nordfeldzug gegen die Wei teil, der von Zhuge Liang geführt wurde. Gedrängt, das Reich unter Shu Han zu vereinen, ließ Zhuge Liang die Armee Shus gen Wei ziehen, wo Zhao Yun auf den tüchtigen Wei-General Cao Zhen traf. Nach schlechter Verteidigung gegen dessen zahlreichere Armee gelang es Zhao Yun, einen geordneten Rückzug durchzuführen. Aufgrund der Niederlage wurde er zum „General, der den Frieden in der Armee bewahrt“ degradiert.
Im Jahre 229 starb Zhao Yun in Hanzhong im Alter von 61 Jahren. Er hinterließ zwei Söhne, Zhao Tong und Zhao Guang.

## In der Literatur
Zhao Yun ist zu einer beliebten Figur in der chinesischen Kultur geworden und wird in zahlreichen Geschichten, Romanen und Anekdoten rund um die Zeit der drei Reiche genannt.
Nach dem großen Erfolg des Romanes Geschichte der drei Reiche von Luo Guanzhong wurde Zhao Yun 1000 Jahre nach seinem Tod allseits bekannt. Man sagt, dass Zhao Yun zu den wenigen Lieblingscharakteren des Autors zählte. Im Roman wird Zhao Yun als nahezu perfekt, und zwar als absolut loyal, stark im Kampf und in hohem Maße intelligent beschrieben und geehrt.